# Puente John James Audubon
El puente John James Audubon (John James Audubon Bridge en  inglés) es un puente atirantado que cruza el río Misisipi entre las parroquias de Pointe Coupee y West Feliciana en el estado de Luisiana, Estados Unidos. Tiene una longitud de 3927 m y un vano atirantado de 482 metros. Es el segundo puente atirantado más largo de hemisferio occidental (después del puente Baluarte en México)  (aunque su longitud total es de cuatro veces mayor que la del puente de México) y sustituye el ferry entre las comunidades de New Roads y St. Francisville.

El puente fue nombrado en honor de John James Audubon que dedicó gran parte de su vida en pintar aves en América del Norte. Pintó 32 de sus obras más famosas de Birds of America, en la plantación Oakley en la parroquia de West Feliciana.